# Enrico Seyssel d'Aix
Enrico Giuseppe Seyssel, conte d'Aix (Torino, 16 novembre 1775 – Torino, 14 settembre 1843) è stato un politico italiano di origine francese, sindaco di Torino nel 1820 e nel 1832.

## Biografia
Figlio di Vittorio Amedeo e di Matilde Piossasco di Scalenghe, dottore in legge, fu vicedirettore dell'amministrazione del debito pubblico, decurione e sindaco di Torino, la prima volta nel 1820 insieme a Giuseppe Sobrero e la seconda volta nel 1832 insieme a Ignazio Michelotti.
Nel 1808 sposò Maria Cristina Ferrero della Marmora, figlia del marchese Celestino e di Raffaella Argentero di Bersezio, da cui ebbe due figli: Alfonso Vittorio e Luigi Celestino, che fu militare di carriera e combatté nelle guerre d'indipendenza italiane.
Nel 1835 fu nominato commendatore dell'ordine Mauriziano.
Fu nominato da Vittorio Emanuele I direttore dell'Armeria Reale.
Morì a Torino nel 1843.